# Pöstyén

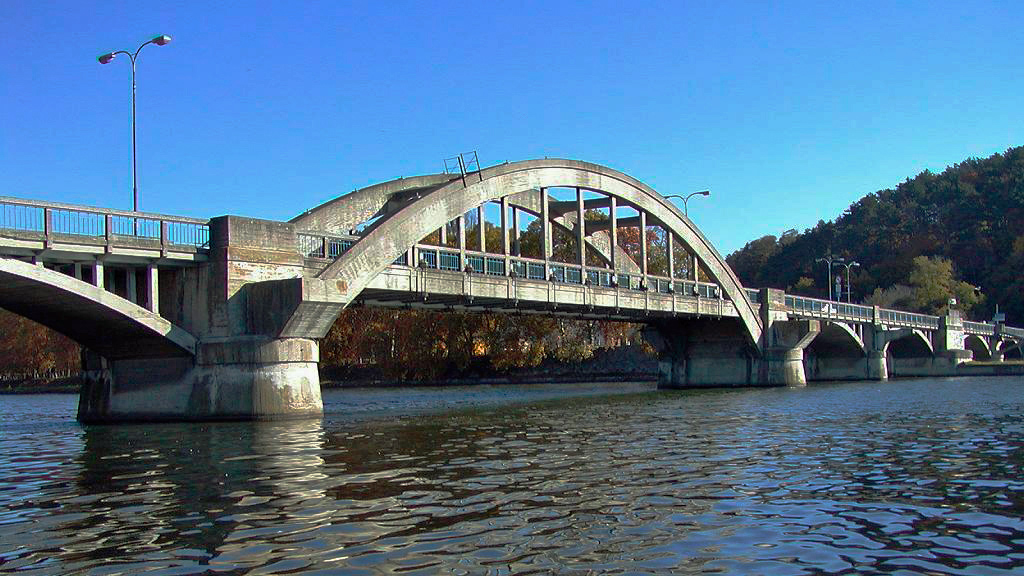
A Krajinsky híd a Vágon

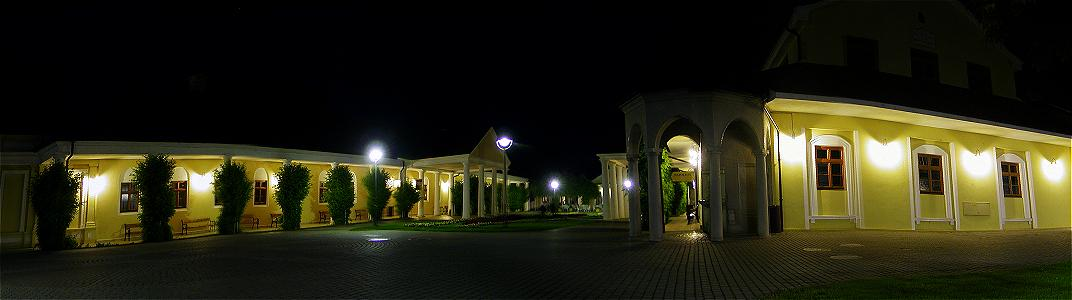
A Napóleon-fürdő este

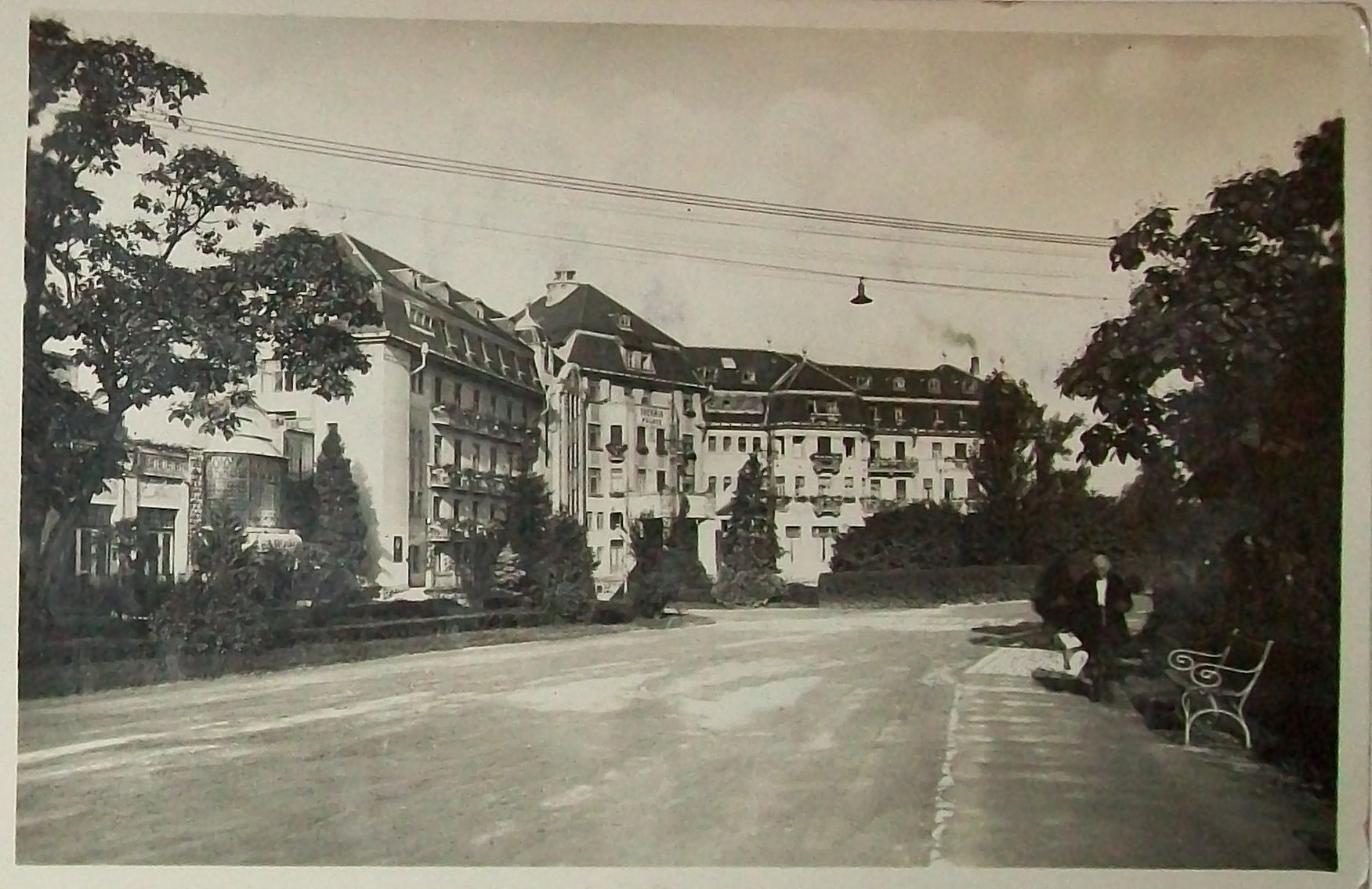
Thermia Palace szálloda fényképe 1940-ből

Pöstyén (szlovákul: Piešťany, németül: Pistyan, [Bad] Püschtin, lengyelül Piszczany) város Szlovákiában. Gyógyfürdőiről nevezetes. Koszorány tartozik hozzá.

## Fekvése
Nagyszombattól 32 km-re északkeletre, a Vág partján fekszik. A Nagyszombati kerület Pöstyéni járásának székhelye.

## Nevének eredete
Először a zoborhegyi bencés apátság 1113-ban kiadott birtoklevele említi Pescan néven. Ezt követően írott forrásokban az alábbi névváltozatokban fordul elő: 1113 – Pescan, 1299 – Pekchen, 1348 – Posseen, 1357 – Pechen, 1429 – Pestien, Pestyen, 1435 – Pestyén, 1436 – Pesthyen, 1442 – Piesthen, 1546 – Pestien, 1552 – Pestiien, 1564 – Pyšten, 1588 – Pestien, 1642 – Pistin, 1689 – Pöstény, 1709 – Pustin, 1742 – Pusteny, 1745 – Pösthenium, Piesthan, Pischtan, 1747 – Pissteny, 1773 – Püstin, Piesscžany, Teplicz, Teplicze, 1786 – Pűschtin, Piečany, Teplicz, 1808 – Pöstény, Püstény, Püstény, Pjessčany, Pěssťany, 1863 1907 – Pöstyén, 1913 – Pöstyény, 1920 óta Piešťany.

## Jelképei

### Pecsétje
A község legkorábbi ismert pecsétjének lenyomata egy 1564-ben kiállított oklevélen maradt fenn. A 25 mm átmérőjű pecsét Szent István királyt ábrázolja. 1771-ből származó pecsétjének központi motívuma szintén Szent István, körfelirata Sigillum Teplicien, melyhez hasonlatos az 1774-es keltezésű Sigillum Teplicense körfeliratú pecsét. Következő fennmaradt pecsétje 1783-ból származik, alakja nyolcszög, átmérője 35 mm, központi motívuma továbbra is Szent István, körfelirata Sigillum oppidi Peosten.

### Címere
A város mai jelképét, a Mankótörőt, Winter Lajos megrendelésére Heyer Arthur festőművész alkotta meg 1894-ben, Budapesten mint a pöstyéni gyógyfürdő jelképét. A mankótörő szobrát Robert Kühmayer szobrászművész faragta (1933). A Mankótörő 1945. október 21-én, a település várossá nyilvánításának napján a város hivatalos jelképévé vált.

## Története
A régészeti leletek tanúsága szerint a melegforrások körül már az őskorban éltek mamutvadászok. A város környékén került elő a mai Szlovákia egyik legjelentősebb őskori emléke, a moraváni vénusz. Már a rómaiak is ismerték a Vág szigetének 67 °C-os iszapos forrásait.
A település első írásos említése „Pescan” alakban 1113-ból, a zoborhegyi bencés apátság birtokainak leírásából származik. A 13. század derekán a gróf Cseszneky család birtokolta. A század végétől 1321-ig Pöstyén is Csák Máté uralma alá tartozott, az ő halála után királyi birtok lett, részben pedig Temetvény várának uradalmához tartozott. 1348-ban Nagy Lajos király a temetvényi uradalmat hívének, Kont Miklós magiszternek adta. A család kihalása után II. Lajos királytól a Thurzók szerezték meg. A középkorban a gyógyulni vágyók a források körül ásott, faágakkal megerősített, szalmával bélelt gödrökben üldögéltek. Gyógyvizéről elsőként Wernher György tudósított 1549-ben kiadott Magyarország csodálatos vizei című művében. Gyógyvizének és -iszapjának gyógyászati alkalmazását Johannes Crato von Krafftheim orvos 1571-ben kiadott művében jellemezte.
1720-ban III. Károly magyar király a birtokot a galgóci uradalommal az Erdődyeknek adta. A 18. századi, fából épített fürdőházakat az 1813-as árvíz elpusztította. 1820 körül építtette fel Erdődy János az első kőből emelt fürdőépületet klasszicista stílusban. Ő telepíttette a fürdő parkját is. A fürdő Winter család általi bérbe vétele – 1888-ban – egyben annak nagymérvű felvirágoztatását is jelentette. Winterék további fürdőházakat, gyógyszállókat építtettek, s a fürdő az országhatárokon túl is elismert lett. Az első világháború sebesültjei ellátására itt szanatóriumot létesítettek. A környék néphagyományának és régészeti leleteinek bemutatására 1928-ban múzeumot hoztak létre. A fürdőt 1939-ben államosították. A második világháború idején a Winter családot koncentrációs táborba deportálták.
Vályi András szerint „PÖSTÉNY. Pöstyén, Pistyán. Mezőváros Nyitra Vármegyében, földes Urai Gróf Erdődy, és Motesiczky Uraságok, lakosai katolikusok, és másfélék is, fekszik kies helyen, Vág-vizéhez nem meszsze. Ispotállya is van. Nevezetesíti híres fördője, mellynek külömbféle nyavalyákban hathatós foganattya van; lásd felőle Torkos Jánosnak munkáját, e’ tzím alatt: Schediasma de thermis Pöstiniensibus. Határja jól termő, vagyonnyai jelesek, és külömbfélék, eladásra is van módgyok, első osztálybéli.”
Fényes Elek szerint „Pőstyén (Pistyani, Teplicza), tót m. v. Nyitra vmegyében, a Vágh jobb partján 9 mfdnyire Posontól, 5 mfdnyire Nyitrától. 3266 kath., 6 ev., 105 zsidó lak., kath. paroch. templommal, s az uraságnak csinos nyári mulató kastélyával. Szántófölde sok és termékeny; rétei kétszer kaszállhatók. – 1530 és 1599-ben ezen helyet a Törökök egészen elpusztitották. F. u. gr. Erdődy Józsefné, s a galgóczi uradalomhoz tartozik. Ut. p. Galgócz.”
„Fél órányira Pőstyéntől épen a Vágh partján fakad ama hires meleg ásványos víz, melly fördésre használtatik; természeti melegsége 48–50 foknyi Reaumur szerint, s olly nagy, hogy benne a tyukot is meg lehet koppasztani. Szine nem egészen tiszta; ize, ha meghűl, a közönséges ivó viztől semmit sem különbözik; alkotórészei: csudasó, keserűsó, gypsz, konyhasó, szénsavanyos mész, szénsavanyos keserűföld, kavicsföld, vékony kénköves szesz (spiritus), alkaliföld. Haszna leginkább szembetűnő, a szélütött, vagy más szerencsétlenség által elzsibbadt tagok gyógyitásában, továbbá a szakgatásokban (Rheumatismus) reszketésben, régi sebekben, csipő fájdalomban, s mint némellyek állitják, a szemfájásban is, ellenben az igazi köszvényre nem sokat tehet.”
„Hogy e forrásnak a Vághon tul szemközt lévő hegygyel némi-némi összeköttetése legyen, onnan gyanithatni; mert a forrástól kezdve a Vághon keresztűl egy keskeny vonal soha a legkeményebb télben sem fagy be. Az is különös, hogy a víz melegsége a Vágh vizének áradásával nőttön nő ugy hogy e miatt sokszor fördeni is lehetetlen. Ezen vizet főképen csak fördésre, azaz: külsőképen használják, belsőképen csupán az orvosok javaslatára. – A fördőépület el van osztva kád, – és állófördőre (Gehbad). A kádfördőben 28–22 káddal biró fördő szobák találtatnak, s csővek segedelmével a víz melegségét kiki tetszése szerint mérsékelheti. Az állófördő, hol együtt fördenek, ismét 4 osztályból u. m. urak- közönséges- zsidó- és iszapfördőből (Schlammbad) áll. Ez utolsó legmelegebb s tőszomszédságában van a kutba foglalt forrásnak. A fördővendégek befogadására szolgál egy nagy vendégfogadó. – A vendégfogadó mellett találtatik egy más épület, s ebben vannak: a kávéház, a tánczterem, az ebédlőterem, s az árendás lakhelye. Háta megett ezen épületnek pedig van az újonnan elrendelt sétatér. Egyszóval a pőstyéni fördő, mind hasznos tulajdonságáért, mind a környék szépségéért hazánkban egy a legkedvesebb, s látogatottabb fördők közűl; de egy árnyékos kertben, s más közel levő regényes sétáló helyekben való fogyatkozás sokat lehuz érdeméből.”
A pöstyéni Vaskoronát 1915. augusztus 20-án szentelték fel a fürdő virágpavilonja előtt. Az alkotás, amely a Szent Korona fából faragott mása volt, a magyarországi hadirokkantak segélyezését célul kitűző országos nemzeti áldozatkészség-mozgalom keretén belül valósult meg. A nemes ügyet támogató adományozók emlékül kis vasszeget üthettek a szoborba, amely így nyerte el vasborítását. Az adományokat Erdődy Imre gróf és neje védnöksége alatt, a Magyar Szent Korona Országai Vörös Kereszt Egyletének pöstyéni fiókja gyűjtötte. A koronát Seilnacht galgóci faragómester készítette a pöstyéni fürdősziget egyik százados nyárfájából.
A trianoni békeszerződésig Nyitra vármegye Pöstyéni járásának székhelye volt.

## Népessége
| Év:            | 1994.  | 2004.   | 2014.   | 2024.   |
| -------------- | ------ | ------- | ------- | ------- |
| Emberek száma: | 32 970 | 29 957  | 27 998  | 26 379  |
| Eltérés:       |        | -9,13 % | -6,53 % | -5,78 % |

| Év:            | 2023.  | 2024.   |
| -------------- | ------ | ------- |
| Emberek száma: | 26 668 | 26 379  |
| Eltérés:       |        | -1,08 % |

1880-ban 4136 lakosából 116 magyar, 435 német és 3407 szlovák anyanyelvű volt. Ebből 3741 római katolikus, 375 izraelita és 20 evangélikus vallású volt. Koszorányban 100 szlovák anyanyelvű élt.
1890-ben 4643 lakosából 190 magyar és 3824 szlovák anyanyelvű volt. Ebből 4069 római katolikus, 525 izraelita és 41 evangélikus vallású volt. Koszorányban 136 szlovák anyanyelvű élt.
1900-ban 5661 lakosából 472 magyar és szlovák anyanyelvű volt. Ebből 4883 római katolikus, 732 izraelita, 35 evangélikus vallású volt. Koszorányban 156 szlovák anyanyelvű élt.
1910-ben 7379 lakosából 5234 szlovák, 1440 magyar és 593 német anyanyelvű volt. Ebből 6427 római katolikus, 850 izraelitra, 52 evangélikus, 36 református, 7-7 görögkatolikus és görög keleti vallású volt. Koszorányban 206 szlovák anyanyelvű élt.
1921-ben 9321 lakosából 128 német, 188 magyar, 513 zsidó és 8340 csehszlovák volt. Ebből 7775 római katolikus, 1254 izraelita és 180 evangélikus vallású volt. Koszorányban 194 csehszlovák élt.
1930-ban 12 080 lakosából 161 magyar, 401 német, 478 zsidó, 10 722 csehszlovák és 294 állampolgárság nélküli volt. Ebből 9893 római katolikus, 1344 izraelita, 345 evangélikus, 25 református, 23 görögkatolikus és 450 egyéb felekezetű volt. Koszorányban 257 csehszlovák élt.
1991-ben 33 176 lakosából 134 magyar és 32 000 szlovák volt.
2001-ben 30 606 lakosából 29 475 szlovák és 84 magyar volt.
2011-ben 28 268 lakosából 23 643 szlovák és 83 magyar volt, illetve ebből 107 magyar anyanyelvű.

## Nevezetességei

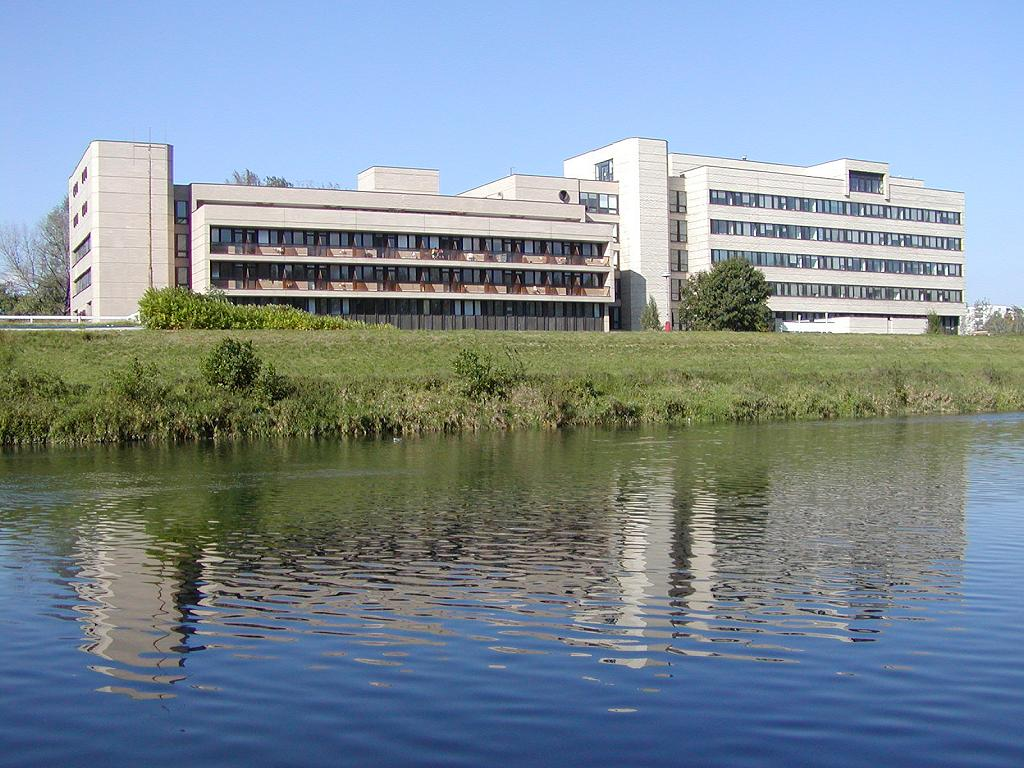
A reumatológiai intézet

- Erősen radioaktív gyógyvizével reumát, idegbántalmakat gyógyítanak. A fürdő bérleti jogát 1889-ben a Winter család szerezte meg. Bérbe vételének kezdetén csupán egy szerényen berendezett, harmincszobás szálloda állt a fürdővendégek rendelkezésére, gyógykezelésüket pedig egy 19. század kezdetéről származó, forrásokra épített fedett medencés fürdőház, valamint további két, kádfürdőkkel ellátott fürdőház biztosította a Fürdőszigeten. A szálló vendégei a Vág folyón keresztül vezető, facölöpökön álló hídon jutottak át a Fürdőszigetre.
- A 11. század végén épült Gyetva utcai egykori kegytemplom. A közelében lévő szentkút ősrégi kegyhely, eredete valószínűleg még a honfoglalás előtti időkre nyúlik vissza. 1772-ben a templomot villám sújtotta, 1813-ban árvíz pusztította, és ezután már nem építették újjá. 1835-ben az ősi kegyszobrot átvitték az 1832-ben épült új plébániatemplomba, ahonnan azóta eltűnt.
- A város főterén áll az 1832-ben épült plébániatemplom.
- A Vág folyón átívelő sétahíd 1931 és 1933 között épült.
- Az egykori johannita kolostor romjai
- Evangélikus temploma

## Híres személyek

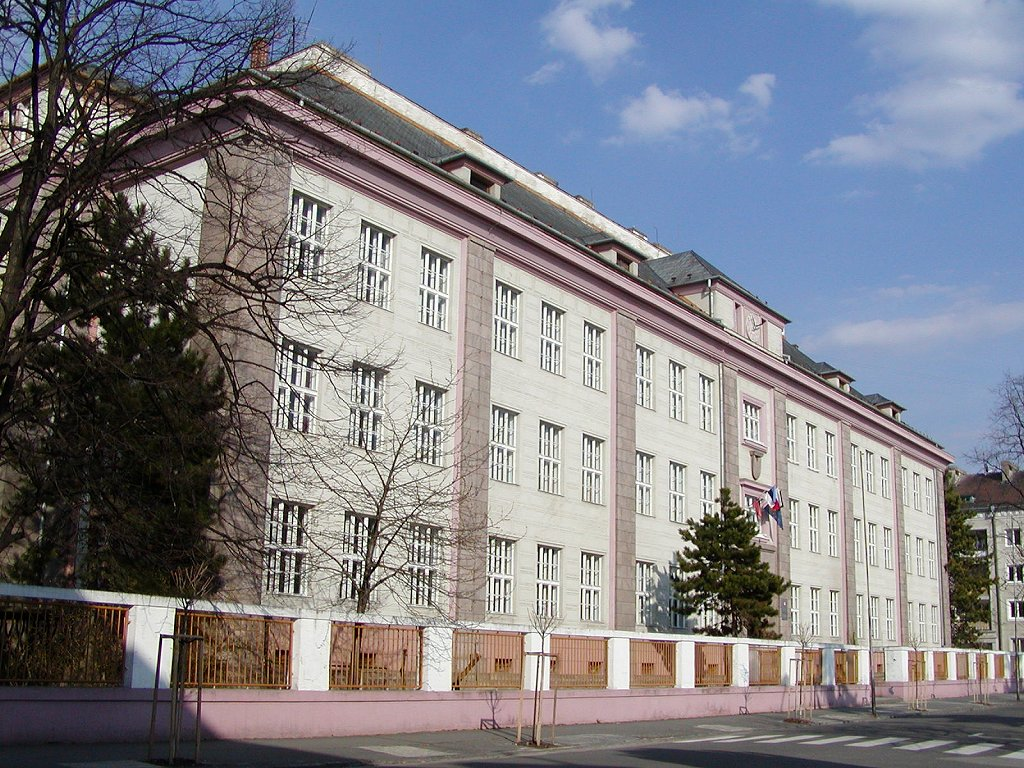
A Pierre Coubertin gimnázium

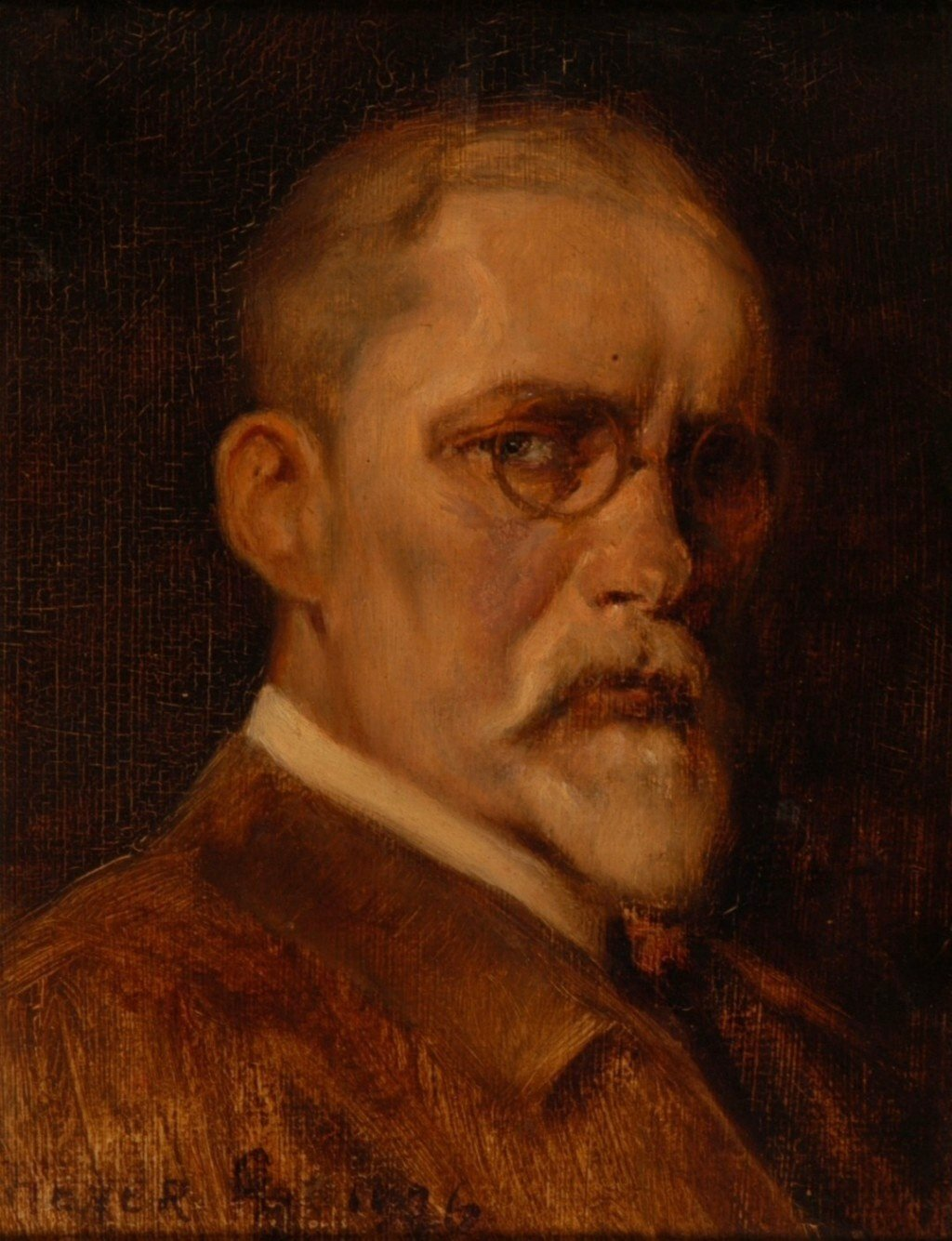
Heyer Arthur Önarcképe

- Simon Árpád Stefan (1886–?) a Rijekai Szabad Állam Kommunista Pártjának főtitkára
- 1907 – Charles Korvin (Kárpáthy Korvin Géza) amerikai filmszínész, aki a Zorro tv-sorozatban vált ismertté.
- 1910 – idősebb Rubik Ernő gépészmérnök, repülőgép-tervező
- Vavro Valér (1911–1992) akadémikus szobrász
- Karola Vajdová (1919–1968) opera-énekesnő
- Alojz Klimo (1922–2000) festő
- Juraj Šajmovič id. (1932–2013) operatőr
- Zoro Záhon (1943) rendező és színész
- Irena Belohorská (1948) politikus, az Európai Parlament tagja
- Marián Geišberg (1953–2018) színész és dalszerző
- Alena Heriban (1955) televíziós előadó
- Vladimír Plulík (1963–2008) hegymászó
- Slavomír Kňazovický (1969) gyorsasági kenus, olimpiai ezüstérmes
- Erban Róbert (1972) kajakozó
- Peter Vavro (1975) újságíró és blogger, a Hospodárske noviny főszerkesztője
- Martina Moravcová (1976) úszó, olimpiai ezüstérmes
- Marcela Erbanová (1978) kajakozónő
- Branko Radivojevič (1980) jégkorongozó
- Jaroslav Baláž (1980) Európa-bajnok légpárnás repülőgépeken
- Michel Miklík (1982) jégkorongozó
- Filip Hološko (1984) labdarúgó
- Lukáš Lacko (1987) teniszező
- Magdaléna Rybáriková (1988) teniszező
- Dominika Cibulková (1989) teniszező
- Rybanska Natasa (2000) magyar válogatott vízilabdázó
- Itt szolgált Kubicza Vince (1811–1872) római katolikus plébános.
- gyermekéveinek egy részét itt töltötte Victor Vasarely

## Testvérvárosai
- Hajdúnánás, Magyarország